# Hegyi Árpád Jutocsa
Hegyi Árpád Jutocsa (Budapest, 1955. január 8. – 2024. szeptember 22.) magyar rendező, színházigazgató, egyetemi tanár.

## Életpályája
1973-ban érettségizett az Eötvös József Gimnáziumban (osztályfőnöke Sárközy Péter volt). 1973–1976 között az Ybl Miklós Építőipari Főiskola diákja volt. 1976–1980 között a Színház- és Filmművészeti Főiskola hallgatója volt.
1979-től rendezett színházban, rádióban, tv-ben. 1980–1983 között a Miskolci Nemzeti Színház rendezője volt. 1983–1985 között a zalaegerszegi Hevesi Sándor Színházban dolgozott rendezőként. 1985–1989 között a kecskeméti Katona József Színház rendezője volt. Közben Debrecenben, Veszprémben, Békéscsabán volt vendégrendező. 1989–1992 között a József Attila Színház tagja volt. 
1992-től 10 évig a Miskolci Nemzeti Színház igazgatója és főrendezője volt. Megalapította a Miskolci Nemzetközi Operafesztivált. 2005–2006-ban a Magyar Állami Operaház főigazgatója volt. Tanított a Színház- és Filmművészeti Egyetemen, valamint a Clevelandi Egyetemen, a Northwestern és a Columbia Egyetemen is. Később Dél-Franciaországba költözött.

## Színházi rendezései
- Pinter: Régi idők (1978)
- Barta Lajos: A sötét ház (1979)
- Ödön von Horváth: Kazimír és Karolin (1979)
- Szép Ernő: Lila ákác (1980)
- Wilde: Eszményi férj (1981)
- Hubay Miklós: Egy szerelem három éjszakája (1981)
- Cimarosa: Titkos házasság (1981)
- Bolton-McGowan: Vadnők (1982)
- Bulgakov: Zojka lakása (1982)
- Da Ponte: Don Juan (1982)
- Simon: Kapj el...a mi dalunk szól (1983)
- Szüle Mihály: Egy bolond százat csinál (1984)
- Molière: A fösvény (1984)
- Kamondy László: Lány az aszfalton (1984)
- Dumas: A kaméliás hölgy (1985)
- Molnár Ferenc: Doktor úr (1985)
- Beaumarchais: Figaro, a sevillai borbély (1985)
- Molnár Ferenc: A testőr (1986)
- Kálmán Imre: Marica grófnő (1986)
- William Shakespeare: A velencei kalmár (1987, 2001)
- Szlavkin: A kép (1987)
- Szlavkin: Szükséglakás (1987)
- Vajda: Villa Negra (1987)
- Niccodemi: Tacskó (1988)
- Szilágyi László: Mária főhadnagy (1988)
- Brammer-Grünwald: A cirkuszhercegnő (1988)
- Bakonyi Károly: Mágnás Miska (1989, 1999)
- Nógrádi Gábor: Még ma! (1989)
- Szilágyi László: Csókos asszony (1989)
- Agatha Christie: Eszményi gyilkos (1990)
- Heltai Jenő: Naftalin (1990)
- Grünwald-Löhner: Bál a Savoyban (1990)
- Druon: Amerikából jöttem (1991)
- Delaney: Egy csepp méz (1991, 1992)
- Kálmán Imre: Csárdáskirálynő (1992)
- K. Halász Gyula: Fiatalság - bolondság (1993)
- Krúdy Gyula: A vörös postakocsi (1994)
- William Shakespeare: Romeo és Júlia (1995)
- Van Druten: Kabaré (1995)
- Scribe: Egy pohár víz (1995)
- Schiller: Ármány és szerelem (1996)
- Haffner-Genée: A denevér (1996)
- Wilder: Hello, Dolly! (1997)
- Gogol: A revizor (1998)
- Herzer-Löhner: A mosoly országa (1998)
- Katona József: Bánk bán (1998)
- Vörösmarty Mihály: Csongor és Tünde (1999)
- Murger: Bohémélet (2000)
- Wilner-Bodanszky: Cigányszerelem (2002)
- Opelka: C'est La Vie (2004, 2010)
- Schönthan: A szabin nők elrablása (2005)
- Petőfi Sándor: János vitéz (2005)
- Redstone: Veszélyes szeszélyek (2008)
- Nabokov: Lolita (2009)